# Profilverschiebung

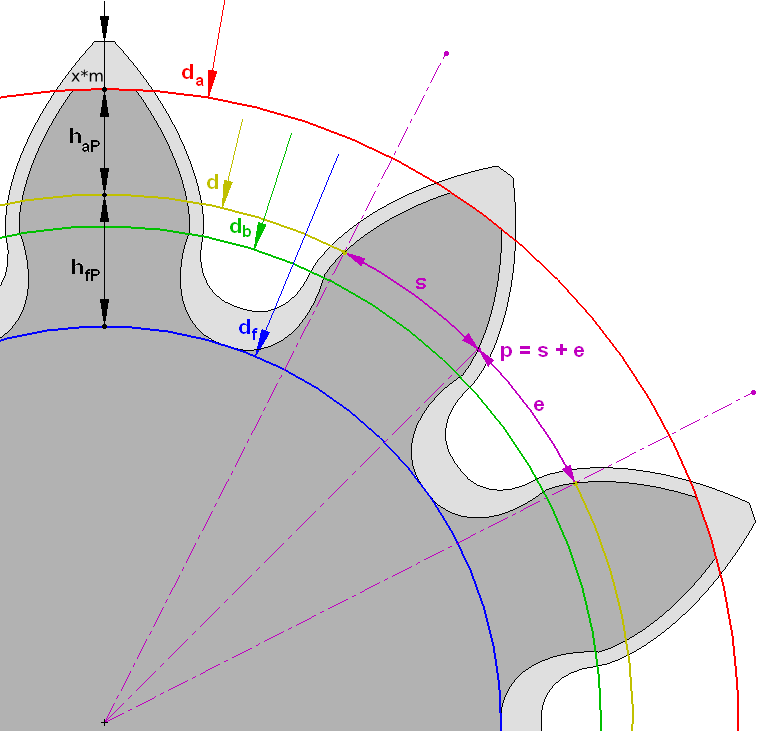
Das hellgrau dargestellte Zahnrad hat gegenüber dem dunkelgrauen eine positive Profilverschiebung. Beachte den durch wälzende Fertigung bedingten Unterschnitt im Zahnfuß am Rad ohne Verschiebung.

Profilverschiebung ist ein Begriff aus der Verzahnungs- und Getriebelehre (Zahnrad). 
Zahnräder können mit einer Profilverschiebung ausgelegt und gefertigt werden. Dabei wird die Gestalt der Zähne verändert, ohne allerdings die zugrundeliegende Basiskurve zu verändern: Bei einem Zahnrad mit Profilverschiebung wird gegenüber einem Zahnrad ohne Profilverschiebung ein anderer Teil derselben Kurve (meist Evolvente oder Zykloide) als Zahnflanke genutzt. 

## Begriffe
Bei einer Evolventenverzahnung lässt sich die Profilverschiebung {\displaystyle x\cdot m} als radiales Maß angeben und ist dann der Weg, den das abwälzende Werkzeug weniger tief oder tiefer zugestellt wird. {\displaystyle m} bezeichnet dabei den Modul der Verzahnung und {\displaystyle x} den (dimensionslosen) Profilverschiebungsfaktor. Der Profilverschiebungsfaktor liegt meist zwischen −1 und +1.
Bei einer positiven Profilverschiebung wird das Werkzeug in Richtung Kopfkreis verschoben. Bei einer Außenverzahnung erfolgt eine positive Profilverschiebung nach außen, bei einer Innenverzahnung nach innen.
Positive Profilverschiebung bei Außenverzahnungen
- Der genutzte Teil der Evolvente verschiebt sich nach außen.
- Es wird ein weniger stark gekrümmter Teil der Evolvente als Zahnflanke genutzt
- Der Zahnkopf wird dünner, der Zahnfuß dicker
- Bei der Fertigung wird das Werkzeug weniger tief zugestellt.

Für eine negative Profilverschiebung gilt das Gegenteilige.
Positive Profilverschiebung bei Innenverzahnungen
- Der genutzte Teil der Evolvente verschiebt sich nach innen.
- Es wird ein stärker gekrümmter Teil der Evolvente als Zahnflanke genutzt.
- Der Zahnkopf wird dicker, der Zahnfuß dünner.
- Bei der Fertigung wird das Werkzeug weiter nach außen zugestellt.

Während bei Außenverzahnungen sich eine positive Profilverschiebung im Allgemeinen günstig auf die Tragfähigkeit auswirkt, so ist es bei Innenverzahnungen umgekehrt. Aus diesem Grund werden Außenverzahnungen überwiegend mit positiver und Innenverzahnungen überwiegend mit negativer Profilverschiebung ausgeführt.
Bei anderen Verzahnungen als der Evolventenverzahnung kann eine radiale Profilverschiebung nicht einfach angegeben werden, da der besondere Bezug der Zahnkontur zum Wälzkreis erhalten bleiben muss. Daher ist auch eine einfache Achsabstandsänderung bei gleichem Modul (oder Anpassung des Moduls bei gegebenem Achsabstand) allgemein nicht möglich. Der Profilverschiebung entspricht dann am ehesten eine Verbreiterung der Zähne eines Zahnrades in Umfangsrichtung, welche durch eine entsprechende Verschmälerung des eingreifenden Zahnrades aufgefangen werden muss. 

## Einsatz der Profilverschiebung
Eine Profilverschiebung bietet folgende Vorteile:
- Konstruktiv erforderliche Achsabstände lassen sich mit den genormten Modulen einhalten
- Mit einer positiven Profilverschiebung ergibt sich zumeist eine höhere Zahnfuß- und Grübchentragfähigkeit („kräftigere“ Zähne)
- Durch Wahl der Aufteilung der Profilverschiebungsfaktoren zwischen Ritzel und Rad können die Tragfähigkeiten angeglichen werden
- Durch eine positive Profilverschiebung kann Unterschnitt vermieden werden

Beim Wälzfräsen von Evolventenverzahnungen mit kleinen Zähnezahlen (<17) kommt es zu Unterschnitt. Das heißt, der Wälzfräser schneidet einen Teil der tragenden Evolvente am Zahnfuß weg, wodurch das Gegenrad nicht mehr störungsfrei ablaufen kann. Dies lässt sich sehr einfach durch eine positive Profilverschiebung vermeiden. 
Der Grenzwert für Unterschnitt liegt beim Standardbezugsprofil nach DIN 867 bei 17,1 Zähnen (theoretisch). Bei anderen (nicht wälzenden) Verfahren, z. B. beim Drahterodieren oder beim konventionellen Fräsen und Schleifen, tritt dieser Unterschnitt allerdings nicht auf.
Der Einfluss der Profilverschiebung auf die Form des Zahnes ist bei kleinen Zähnezahlen sehr groß, bei großen Zähnezahlen (>100 Zähne) jedoch kaum sichtbar.
Bei profilverschobenen Zahnrädern (oft auch als „korrigierte Zahnräder“ bezeichnet) ändern sich der Kopfkreisdurchmesser und der Fußkreisdurchmesser um 2 * x * m (Vorzeichen von x beachten).
- da = m * (z + 2) + 2 * x * m
- df = m * (z - 2 * 1,25) + 2 * x * m

(gilt für geradverzahnte Zahnräder mit Bezugsprofil II = hap0=1,25*m)
| Vorteile der Profilverschiebung bei Außenverzahnung | Nachteile der Profilverschiebung bei Außenverzahnung                                                                       |
| positive Profilverschiebung                         | positive Profilverschiebung                                                                                                |
| --------------------------------------------------- | --- |
| Der Zahnfuß wird breiter (höhere Festigkeit)        | Der Zahnkopf wird schmaler, eventuell ganz spitz (Zähne dürfen nie ganz spitz werden, Rissgefahr beim Härten, Bruchgefahr) |
| negative Profilverschiebung                         | |
| Der Zahnkopf wird breiter                           | Schwächung des Zahnfußes, es kann zum Unterschnitt kommen (ein Teil der Zahnflanke wird bei der Fertigung weggeschnitten)  |

## Verzahnungspaarungen (veraltet)
- Null-Verzahnung: keine Profilverschiebung
- V-Null-Verzahnung: die Profilverschiebung hat bei beiden Zahnrädern den gleichen Betrag mit jeweils anderem Vorzeichen
- V-Verzahnung: die Verschiebung ist beliebig (nur hier ist eine Veränderung des Achsabstandes möglich)

## Radarten (veraltet)
- Null-Räder: keine Profilverschiebung, Profilverschiebungsfaktor x = 0
- V-Plusräder: positive Profilverschiebung nach außen. Der Teilkreis d0 bleibt gleich, Kopfkreis da und Fußkreis df vergrößern sich.
- V-Minusräder: negative Profilverschiebung, nach innen. d0 bleibt gleich, Kopfkreis da und Fußkreis df  verkleinern sich.